# آرون هیکی
آرون هیکی (انگلیسی: Aaron Hickey؛ زادهٔ ۱۰ ژوئن ۲۰۰۲) بازیکن فوتبال اهل اسکاتلند است.
از باشگاه‌هایی که در آن بازی کرده‌است می‌توان به باشگاه فوتبال هارت آف میدلوتیان اشاره کرد.
وی همچنین در تیم‌های ملی فوتبال زیر ۱۷ سال اسکاتلند و بزرگسالان اسکاتلند بازی کرده‌است.